# Nagy münsterlandi vizsla
A nagy münsterlandi vizsla (Grosser Münsterländer Vorstehhund) egy  a németek által kitenyésztett vizslafajta, akárcsak a kis münsterlandi vizsla vagy a weimari vizsla.
Vadászkutya, de kellően sok mozgás mellett családi kedvencként is lehet tartani ezt a barátságos természetű kutyát.

## További információforrások
- Verband für das Deutsche Hundewesen (VDH), Groβer Münsterländer Vorstehhund FCI - Standard Nr. 118/ 12. 10. 1998 / D (1987. június 24.). Hozzáférés ideje: 2009. május 23.
- Dog: LARGE MUNSTERLANDER or Grosser Münsterländer Vorstehhund. (Hozzáférés: 2009. május 21.)
- Grosse ML Geschichte. (Hozzáférés: 2009. május 21.)[halott link]
- Jagdliche Eignung. (Hozzáférés: 2009. május 21.)[halott link]
- Kutya - Nagy münsterlandi. [2009. június 2-i dátummal az eredetiből archiválva]. (Hozzáférés: 2009. május 21.)
- Partner Hund : Großer Münsterländer Vorstehhund. [2009. május 6-i dátummal az eredetiből archiválva]. (Hozzáférés: 2009. május 21.)
- Rassestandard. [2006. április 8-i dátummal az eredetiből archiválva]. (Hozzáférés: 2009. május 21.)
- Egon Vornholt. Große Münsterländer. Praktische Ratschläge für Haltung, Pflege und Erziehung, Hund & Jagd - Informationsdienst - Bücherecke (német nyelven). Melsungen: Neumann-Neudamm. ISBN 3-7888-0891-8